# Lick It Up
Albums de Kiss
Creatures of the Night
(1982) Animalize
(1984)
Lick It Up (1983) est le 11e album studio du groupe Kiss. C'est le premier album du groupe sans son maquillage légendaire, comme le montre la couverture de l'album. Cependant Gene Simmons tire sa célèbre très grande langue, voulant montrer que même sans maquillage, les membres de Kiss restaient les mêmes.
L'album fut certifié Platine le 9 décembre 1990. Lick it Up a été certifié disque d'or le 22 décembre 1983. Le premier depuis Unmasked sorti en 1980.
C'est le premier album auquel Vinnie Vincent contribue officiellement, il a officieusement participé sur le précédent album Creatures of the Night sorti un an plus tôt. Aussi pour la première fois, Vinnie apparaît sur la pochette de l'album. Ace Frehley figure sur la pochette de Creatures of the Night alors qu'il quitte le groupe un mois après la sortie de l'album.
Selon Gene Simmons et Paul Stanley, Vinnie Vincent n'a jamais été officiellement un membre de Kiss mais il est tout de même inscrit en tant que guitariste dans les crédits de l'album.
La chanson-titre est la seule de l'album à pouvoir prétendre au statut de « classic » de Kiss. Depuis sa première interprétation sur scène en 1983, « Lick It Up » a donc ensuite été jouée de manière quasi systématique par le groupe lors de tous ses concerts, si l'on fait abstraction des dates du Reunion Tour et du Psycho Circus Tour à la fin des années 1990. « Fits Like A Glove » a été jouée lors de tous les concerts du groupe jusqu'à la fin du Hot in the Shade Tour, puis a été définitivement abandonnée. "Young and Wasted" fut jouée durant tous les concerts de la tournée promotionnelle de Lick it up, ainsi que sur la tournée d'Animalize, mais avec Eric Carr remplaçant Gene Simmons au chant. « All Hell's Breakin' Loose » a aussi été jouée lors de toutes les dates de la partie américaine du Lick It Up Tour, ainsi qu'"Exciter", mais de manière plus sporadique.

## Composition du groupe
- Paul Stanley – chant, guitare rythmique
- Gene Simmons – chant, basse
- Vinnie Vincent – guitare solo
- Eric Carr – batterie, percussions, chœurs
- Rick Derringer - guitare solo sur Exciter.

## Liste des titres
Vinyle – Casablanca Records, Phonogram (814 297-1, 814 297-1,  France)
| A1. | Exciter              | Vincent, Stanley | Paul Stanley | 4:10 |
| A2. | Not for the Innocent | Vincent, Simmons | Gene Simmons | 4:23 |
| A3. | Lick It Up           | Vincent, Stanley | Paul Stanley | 3:59 |
| A4. | Young and Wasted     | Vincent, Simmons | Gene Simmons | 4:05 |
| A5. | Gimme More           | Vincent, Stanley | Paul Stanley | 3:43 |

| B1. | All Hell's Breakin' Loose | Vincent, Stanley, Simmons, Carr | Paul Stanley | 4:34 |
| B2. | A Million to One          | Vincent, Stanley                | Paul Stanley | 4:17 |
| B3. | Fits Like a Glove         | Simmons                         | Gene Simmons | 4:54 |
| B4. | Dance All Over Your Face  | Simmons                         | Gene Simmons | 4:16 |
| B5. | And on the 8th Day        | Vincent, Simmons                | Gene Simmons | 4:02 |

## Charts
| Pays        | Charts             | Meilleure position | Réf   |
| ----------- | ------------------ | ------------------ | ----- |
| États-Unis  | Billboard 200      | 24                 | [ 4 ] |
| Royaume-Uni | UK Albums Chart    | 7                  | [ 5 ] |
| Autriche    | Ö3 Austria Top 40  | 13                 | [ 6 ] |
| Suède       | Sverigetopplistan  | 3                  | [ 7 ] |
| Norvège     | VG-lista           | 7                  | [ 8 ] |
| Suisse      | Swiss Music Charts | 10                 | [ 9 ] |

## Ventes
Recording Industry Association of America
| Date             | Récompense  | Ventes    |
| ---------------- | ----------- | --------- |
| 22 décembre 1983 | Or          | 500 000   |
| 19 décembre 1990 | 2 × Platine | 2 000 000 |

 Canadian Recording Industry Association
| Date             | Récompense | Ventes |
| ---------------- | ---------- | ------ |
| 1er février 1984 | Or         | 50 000 |